# 博尔加雷洛
博尔加雷洛，是意大利帕维亚省的一个市镇。总面积4平方公里，人口2664人（2022年2月28日），人口密度663.8人/平方公里（2009年）。国家统计（ISTAT）代码为018015。

## 社会
- 1853年：人口为330人。
- 1859年：人口为678人。[2]
- 1981年：人口为855人。
- 1991年：人口增加到986人。
- 2001年：进一步增至1,609人。
- 2011年：人口达到2,659人。
- 2022年：人口评估为2,664人。[3][4]

## 历史
在古罗马时期，博尔加雷洛（Borgarello）所在区域曾经被一条名为 Mediolanum-Ticinum 的古罗马道路贯穿，这条道路连接了当时的重要城市米兰（Mediolanum）与今天的帕维亚（Ticinum）。
博尔加雷洛在1181年的一份文献中被称为 Bulgarello。在中世纪维斯康蒂家族统治时期，博尔加雷洛被纳入一个大型的皇家狩猎场，称为 新公园（Parco Nuovo），该狩猎场位于帕维亚城堡和查尔特豪斯修道院之间。在斯福尔扎家族的统治结束以及新公园的衰落之后，“新公园”一名仍被保留下来，作为博尔加雷洛所属的行政区划名称。16世纪时，这片土地成为帕拉维奇诺家族的封地，而到了18世纪，则属于帕维亚的梅扎巴尔巴家族。
1929年，博尔加雷洛与 托雷德尔曼加诺（Torre del Mangano）和 托里亚诺（Torriano）合并，组成了新的市镇 帕维亚查尔特豪斯（Certosa di Pavia）。然而在1958年，博尔加雷洛再次获得自治地位，成为独立的市镇。

## 徽章
博尔加雷洛的市徽和旗帜于1976年11月16日由意大利共和国总统正式授予。
「徽章分为两部分：第一部分为红色，两个拔根的银色树干交叉，树干上方为一拉丁十字，整体位于分为两部分的地面上：a) 银色的五点与红色的四点相间；b) 金色背景上有三朵红玫瑰，交错排列有三个红色百合花。第二部分为蓝色，一束银色的麦穗和玉米交叉，上方为一株银色的稻穗。外部装饰为市镇的标志。」
象征意义：
- 十字：象征着圣彼得金顶修道院（San Pietro in Ciel d'Oro）在14世纪以前对博尔加雷洛的封建统治。
- 树干：象征着1398-1399年维斯康蒂家族设立的新公园的毁灭，这使得博尔加雷洛在1525年帕维亚战役后失去自治地位。
- 封建家族的象征：地面的银红相间图案代表帕拉维奇诺家族，金色背景上的红玫瑰和百合则代表梅扎巴尔巴家族。
- 农业象征：麦穗、玉米和稻穗象征着该地区的主要农作物，展现了博尔加雷洛的农业传统。

旗帜：博尔加雷洛的市旗是由蓝色和红色分割的布幔。

## 名胜古迹
圣马蒂诺图尔斯教区教堂：建于1685年至1690年之间，因1395年建造的前一座教堂倒塌而重建。
梅扎巴尔巴别墅：这是一座具有重要历史和艺术价值的建筑，包括一座十八世纪的建筑及其附属公园。自2018年起，这座建筑成为博尔加雷洛市政厅的办公场所。